# Санта-Катарина (Сан-Томе и Принсипи)
Санта-Катарина (порт. Santa Catarina) — небольшой город в округе Лемба на острове Сан-Томе в государстве Сан-Томе и Принсипи, является вторым по величине населённым пунктом округа Лемба. Связан дорогами с городами Невеш и Сан-Жуан-дуз-Анголареш.
Население 971 человек (на 1 января 2005, оценка)